# New Bloomington
New Bloomington – wieś w Stanach Zjednoczonych, w stanie Ohio, w hrabstwie Marion.